# دانشگاه ملی زئیر
دانشگاه ملی زئیر (به لاتین: National University of Zaire) یک دانشگاه در زئیر (جمهوری دموکراتیک کنگوی امروزی) است که در کینشاسا واقع شده‌است.